# Sonate pour piano no 11 de Beethoven
Pour les articles homonymes, voir Sonate pour piano (homonymie).
La Sonate pour piano no 11 en si bémol majeur, opus 22, de Ludwig van Beethoven, fut composée entre 1799 et 1800, publiée en 1802 et dédiée au comte de Browne.
La Sonate no 11 est parfaitement contemporaine du Septuor pour cordes et vents et de la Première Symphonie.

## Mouvements
Elle comporte quatre mouvements et son exécution dure environ 23 minutes :
1. Allegro con brio
2. Adagio con molt' espressione
3. Menuetto
4. Rondo. Allegretto